# Jean Arze
Jean Arze (ou Jean Arzé), né le 30 septembre 1941 à Vannes,, est un coureur cycliste français. Il évolue au niveau professionnel de 1964 à 1967.

## Palmarès

### Palmarès amateur
- 1960
  - Paris-La Ferté-Bernard
  - 3ea étape de la Route de France
  - 3e de Paris-Dreux
- 1961
  - Circuit des Deux Provinces
  - Tour de Guadeloupe :
    - Classement général
    - Deux étapes

  - 2e de Paris-Rouen
  - 2e du championnat de France sur route amateurs
  - 2e du championnat de France des sociétés
- 1962
  - Paris-Eu
  - Paris-Verneuil
  - Paris-Dreux
  - 9e étape de la Route de France
  - 3e du championnat de France des sociétés
  - 3e du Grand Prix de l'Équipe et du CV 19e
- 1963
  -  Champion de France des sociétés
  - Tour des Bouches-du-Rhône :
    - Classement général
    - 2e étape

  - Paris-Mantes
  - 3e étape du Tour du Loir-et-Cher
  - Paris-Forges-les-Eaux
  - Paris-Pacy
  - Grand Prix de l'Équipe et du CV 19e

### Palmarès professionnel
- 1964
  - 2e du Circuit de la Vienne
  - 3e de Bordeaux-Saintes
- 1966
  - 1re étape du Tour du Morbihan